# Kenmore (Washington)
Kenmore az Amerikai Egyesült Államok északnyugati részén, Washington állam King megyéjében elhelyezkedő város. A 2010. évi népszámlálási adatok alapján 20 460 lakosa van.
A városban működik az USA legnagyobb hidroplán-kikötője.
A Seattle Magazine 2008–2009-ben a térség legélhetőbb településévé választotta.

## Története

### Megalapítása
Az 1901-ben alapított település nevét a skóciai Kenmore-ról kapta (az alapító a kanadai Kenmore-ból származik). John és Annie McMasters 1889 körül érkeztek Kanadából, és a Watson C. Squire-tól bérelt területen zsindelygyártásba kezdtek. 1903-ra megalakult a tankerület és megnyílt a postahivatal.

### Kora 20. század
Ugyan a Seattle, Lake Shore and Eastern Railway vasútvonala 1887-ben elérte a térséget, a kenmore-i állomás csak később nyílt meg. A település kezdetben hajón, később kompon volt megközelíthető. Az első, Seattle és Bothell felé vezető közúti összeköttetés 1913–1914-ben nyílt meg; az első buszjárat is ekkor indult. Kenmore a seattle-iek népszerű hétvégi pihenőhelye volt. Az 1920-as években két nudista kemping is működött.
Az alkoholtilalom bevezetését követően iparág fejlődött a dzsesszkorszak Seattle-je igényeinek kielégítésére. A település Seattle-től való távolsága miatt kívül esett a hatóságok látókörén.
A Blind Pig a település egyik legnépszerűbb illegális kocsmája volt, azonban a legismertebb az Inglewood volt, amelyet a gyakori verekedések miatt „Véres Vödörként” emlegettek.
Az 1940-es években a vendéglátás volt Kenmore legnagyobb iparága.

### A háború után
A nagy gazdasági világválságot követően a településen egy kormányzati programban részt vevő mezőgazdasági idénymunkások éltek. Kenmore-t ekkor Voucherville-ként említették, mivel a munkaadó ügynökség utalványokban fizetett.
A hidegháborúban a helyi légitámaszponton egy esetleges szovjet támadás esetére Nike Hercules rakétákat tároltak, azonban ezeket 1974-ben leszerelték.

### Városi rang és revitalizáció
Kenmore életében többször is szavaztak a városi rangról (például 1954-ben), azonban a javaslatok mind elbuktak. A Washington State Growth Management Act 1990-es hatályba lépését követően 1995-ben az ötlet támogatását vizsgáló bizottság alakult. A voksolást követően Kenmore 1998. augusztus 31-én kapott városi rangot. Az önkormányzat a 2000-es években pályázatot írt ki a belváros átépítésére. 2007-ben a város számozott útjain azok tradicionális neveit tartalmazó táblákat helyeztek ki.

## Éghajlat
A város éghajlata mediterrán (a Köppen-skála szerint Csb).
| Hónap                         | Jan. | Feb. | Már. | Ápr. | Máj. | Jún. | Júl. | Aug. | Szep. | Okt. | Nov. | Dec.  | Év    |
| ----------------------------- | ---- | ---- | ---- | ---- | ---- | ---- | ---- | ---- | ----- | ---- | ---- | ----- | ----- |
| Rekord max. hőmérséklet (°C)  | 17,8 | 18,9 | 25,6 | 27,8 | 32,2 | 33,9 | 40,6 | 35,0 | 33,9  | 30,6 | 24,4 | 17,8  | 40,6  |
| Átlagos max. hőmérséklet (°C) | 8,3  | 10,0 | 12,2 | 15,0 | 17,8 | 21,1 | 24,4 | 24,4 | 21,7  | 15,6 | 10,6 | 7,8   | 15,8  |
| Átlagos min. hőmérséklet (°C) | 2,8  | 2,8  | 3,9  | 6,1  | 8,9  | 11,1 | 13,3 | 13,9 | 11,7  | 8,3  | 5,0  | 2,2   | 7,5   |
| Rekord min. hőmérséklet (°C)  | −7,8 | −7,2 | −2,8 | −0,6 | 1,7  | 6,1  | 8,3  | 8,3  | 6,1   | −1,7 | −7,8 | −11,7 | −11,7 |
| Átl. csapadékmennyiség (mm)   | 122  | 87   | 89   | 70   | 55   | 41   | 20   | 25   | 39    | 87   | 148  | 138   | 921   |
| Forrás: The Weather Channel   |      |      |      |      |      |      |      |      |       |      |      |       |       |

## Népesség
A 2010-es népszámláláskor a városnak 20 460 lakója, 7984 háztartása és 5487 családja volt. A népsűrűség 1285,2 fő/km2. A lakóegységek száma 8569, sűrűségük 538,3 db/km2. A lakosok 79,9%-a fehér, 1,6%-a afroamerikai, 0,5%-a indián, 10,5%-a ázsiai, 0,3%-a a Csendes-óceáni szigetekről származik, 2,5%-a egyéb, 4,5%-a pedig kettő vagy több etnikumú. A spanyol vagy latino származásúak aránya 7% (   )
A háztartások 33,5%-ában élt 18 évnél fiatalabb. 55,3% házas, 9,1% egyedülálló nő, 4,3% egyedülálló férfi, 31,3% pedig nem család. 21,4% egyedül élt; 7,9%-uk 65 éves vagy idősebb. Egy háztartásban átlagosan 2,55 személy élt; a családok átlagmérete 3,01 fő.
A medián életkor 39,5 év volt. A város lakóinak 22,8%-a 18 évesnél fiatalabb, 7,5% 18 és 24 év közötti, 28,2%-uk 25 és 44 év közötti, 29,6%-uk 45 és 64 év közötti, 11,9%-uk pedig 65 éves vagy idősebb. A lakosok 49,6%-a férfi, 50,4%-a pedig nő.

## Közigazgatás
A város hét képviselőjét négy évre választják; a polgármestert és alpolgármestert a tagok maguk közül választják két évre. Az adminisztrációs feladatokat városmenedzser látja el. A rendőri védelemért a megyei seriff hivatala felel.
Kenmore röviddel várossá válását követően moratóriumot hirdetett a szerencsejáték-létesítményekre. A település egyetlen kártyatermét a tilalom nem érintette, azonban egy 2003-as módosítás értelmében be kellett zárnia. A 2004 szeptemberi referendumon a lakosok nem szavazták meg a teljes tiltást, azonban a város fenntartotta azt. A megyei bíróság a moratóriumot felfüggesztette, azonban Kenmore 2005-ben szigorúbb szabályozást léptetett életbe, melyet a legfelsőbb bíróság határozata helyben hagyott. A város, az állam és a kártyaterem tulajdonosának megállapodását követően 2009-ben a létesítmény bezárt.

## Oktatás
A város iskoláinak fenntartója a Northshore Tankerület.
1996-ban a Bastyr Egyetemet Seattle-ből a Szent Eduárd Szeminárium egykori székhelyére költöztették. A Shoreline-i Közösségi Főiskolához autóbuszjárat közlekedik.

## Fordítás
- Ez a szócikk részben vagy egészben  a   Kenmore, Washington című angol Wikipédia-szócikk ezen változatának fordításán alapul.  Az eredeti cikk szerkesztőit annak laptörténete sorolja fel. Ez a jelzés csupán a megfogalmazás eredetét és a szerzői jogokat jelzi, nem szolgál a cikkben szereplő információk forrásmegjelöléseként.